# MOZ 召喚王
MOZ 召喚王，簡稱MOZ，日本原來稱為大貝獸物語 ，是天田印刷加工廠發售的集換式卡牌遊戲。這套卡根據由南夢宮萬代發展公司 所發售的RPG電子遊戲《大貝獸物語系列》設計出來的卡牌遊戲。此卡牌在日本於1997年開始發售，隨後便在香港（2000年1月1日）和澳門發售中文版。中文版譯作召喚王，是因為這遊戲的模式是一些召喚師召喚出不同的召喚獸來比試。

## 基本玩法
每個卡組有5張召喚師卡和50張召喚卡，共55張。對戰時，每回合雙方用一張召喚師，根據召喚師的速度各自先後召喚出3隻召喚獸和召喚出一張Help 卡，然後比較各自的總力量值來定輸贏。勝方可得到場上卡的數目的積分點，當積分點有50的一方便勝出遊戲。如果3隻召喚獸和Help 卡都是面向上和有一些規律，就完成了一個組合，較強的組合為勝，並可將取得的積分點數倍化。但在尼奧斯篇中，增加了兩款新卡，分別是F卡及占星術卡。而每個卡組可以放置0-5張F卡或5張（不能多於或少於5張）占星術卡。而兩款卡不能同時放入卡組。

## 卡的種類

### 召喚師卡
各召喚師有自己所屬的隊伍、等級、屬性、年齡、性別、速度、修正值和天、左、右三方的召喚屬性。
- 召喚屬性：
  - 格里夫篇、莫哥拿篇：火、水、大地、大氣、森、闇、光、機械、黃金、貝、無屬性
  - 宇宙篇：火、水、大地、大氣、森、闇、光、機械、黃金、貝、宇宙、無屬性
  - 米多羅篇：火、水、大地、大氣、森、闇、光、機械、黃金、貝、宇宙、電氣、無屬性
  - 尼奧斯篇：火、水、大地、大氣、森、闇、光、機械、黃金、貝、次元、魔、星、無屬性

### 召喚獸卡
召喚獸是一些怪獸，有不同的屬性、力量和種族。某些召喚獸是某軍團專用的。
- W屬性：
  - 只在米多羅篇出現。一隻召喚獸同時擁有兩個屬性。在打出的一刻時需要宣告其屬性（包括面向下）並且不能更改，不能還原

### 補助卡
- Ch 卡：
  - 出在召喚師的天、左或右其中一方，可以改變該方向的召喚屬性，在上面放上召喚獸。

- R 卡：
  - 出在召喚師的天、左或右其中一方，從墓地中拿出一隻召喚獸，放在上面復活。

- Help 卡：
  - 放在召喚師卡的下方，有不同的特殊能力。要做組合的話就必要它。

- SP 卡：
  - 雙方出了各4張卡後，兩人同時打出的第5張卡（可選擇出或不出）。有逆轉局勢的效果。較高強度的組合或總力量值（召喚獸的力量值［包括召喚獸在指定召喚師下的倍化或help卡的倍化］+召喚師修正值）較高的一方，可詢問較低的一方會否打出SP卡。**「而較高的一方無需告知較低一方（有待確認）」

- Help/SP 卡：
  - 可以當作Help 卡或SP 卡之用。

### 特殊卡
- 「天災」卡：
  - 此卡一出，即計作打和，場上已出的卡都放在保留卡區。

- 「無效」卡：
  - 除了一些不能還原的效果外，這種SP 卡可以將對手所有特殊效果無效化。它在無效對方Help 卡的同時，就是將那Help 卡反牌，即破壞了組合。

- 「天之奇蹟」：
  - 除了一些不能還原的或是召喚師效果外，這卡可以還原所有來自對方的傷害，但不能無效對手的卡。

- 「SP封鎖」：
  - 這種召喚獸出場後，如果SP封鎖面向上，對手這回合就不能在SP場中出咭。SP封鎖只可被指明0化sp鎖的咭封截。不過對手仍可在那時出天災卡或一些指定卡（如：解咒之劍，笑之旋渦）。

- 「F卡」：
  - 只在尼奧斯篇出現。F卡可於抽卡前打出，如打出在自己場中，卡上的效力就會影響自己；如打出在對方場中，卡上的效力就會影響對方。而該F卡的效果將會持續有效直到有第二張F卡打到場中或它被其他卡終止其效果為止。F卡是與那50張卡組分開放置的，它並不計算在積分點中。

- 「占星術卡」：
  - 只在尼奧斯篇出現。占星術卡是根據占星術師的特殊能力而實行效力。而其效力只在一個召喚師對戰中有效。它並不計算在積分點中，占星術卡是與那50張卡組分開放置的。

## 完成組合
要完成組合，自己必須有3隻面向上的召喚獸和一張面向上的Help 卡，而且召喚獸的特性有以下的條件就完成。完成了組合可將該回合的積分點乘以一些倍數。以下的組合由弱至強來排列。

### 2倍化的組合
- 閃光組合：
  - 全部召喚獸的屬性都相同就完成。

### 3倍化的組合
- 動物組合：
  - 全部召喚獸的種族都同時是「獸」、「魚」、「鳥」或「蟲」的其中一組就完成。

### 4倍化的組合
- 颱風組合：
  - 全部召喚獸的力量值都是相同的就完成。

- 美艷組合：
  - 全部召喚獸的種族都是「女」就完成。

- 貝獸組合：
  - 全部召喚獸的屬性或種族都是「貝」就完成。

- 龍組合：
  - 全部召喚獸的種族都是「龍」就完成。

- 群雄組合：
  - 只有召喚師「奇拉拉」才可以直接完成此組合，或必須使用Help 卡「群雄之魂」才可。達到以上條件的話，全部召喚獸的種族都是「男」就完成。（群雄組合與龍組合強度一樣。）

### 5倍化的組合
- 閃光颱風組合：
  - 全部召喚獸的屬性和力量值都是相同的就完成。

- 100龍組合：
  - 全部召喚獸的種族都是「龍」，而力量值都是100的話就完成。

### 6倍化的組合
- 負颱風組合：
  - 全部召喚獸的原力量值是負數(-100)的話就完成。

- 貝龍組合：
  - 全部召喚獸的屬性都是「貝」，而種族都是「龍」的話就完成。

- 邪龍組合：
  - 所有召喚獸的種族是「邪龍」。

- 聖龍組合：
  - 所有召喚獸的種族是「聖龍」。（聖龍組合與邪龍組合一樣強度。）

### ？的組合
- 數組合：
  - 召喚師是米多羅軍團「字獄組」才有的特定組合。分別有4倍化或5倍化或6倍化，而強度則與龍組合或100龍組合相等。而此組合主要以總力量值的個位數為目標。

## 卡數限制
一個卡組中不同特性的卡有不同的卡數限制。同一張卡只可以最多有一張。別外，某些卡有幾個不同版本，如果編號中的數字是相同的，即是屬於同一張卡，就不可以重複。

### 召喚師限制
- 召喚師卡總共要有5張，但每個等級都有限制。
  - Lv0至Lv2：最少一張。
  - Lv3至Lv4：最少一張。
  - Lv5：最多一張。
  - Lv6：最多一張。
  - Lv7至Lv∞：最多一張。

- 召喚師的軍團：
  - 某些軍團的卡上寫明了，如果想使用該軍團，卡組中必須全部召喚師都是該軍團的成員。某些不直接屬於該軍團的召喚師若有寫明，亦可加入該軍團中。
  - ：
    - 強制軍團：魔導眾

  - 莫哥拿篇：
    - 強制軍團：闇外道、影忍軍、武士五人黨、貝賊團

  - 宇宙／哥斯摩篇：
    - 強制軍團：劍人黨、星一族、音師、鬼道眾、外星客、毒毒連、小丑
    - 非強制軍團：馭龍者、獸操縱師、魚操縱師、鳥操縱師、蟲操縱師、黑魔術師、白魔術師、小白臉、人偶操縱師、帕加操縱師

  - 米多羅篇：
    - 強制軍團：電導師、貝獸軍團、雷克斯軍團、武器黨、影忍軍、劍人黨、時空罪犯、魔導眾、闇外道、鬼道眾、外星客、字獄組
    - 非強制軍團：馭龍者、獸操縱師、魚操縱師、鳥操縱師、蟲操縱師、黑魔術師、白魔術師、T·P、面具族、變身客、力量團
    - 米多羅篇有一種獨特的軍團制度，就是只要50張召喚卡都是米多羅篇的卡時，可以在上述的軍團中選一個，5個召喚師中有至少一個屬於米多羅篇的，來自同一軍團但是在其他篇章的召喚師可以加入此卡組。這類軍團包括：影忍軍、劍人黨、魔導眾、闇外道、鬼道眾、外星客、馭龍者、獸操縱師、魚操縱師、鳥操縱師和蟲操縱師。在說明書上寫著的規則所示，黑、白魔術師並不可以使用此制度。

  - 尼奧斯篇：
    - 強制軍團：龍之守護者、魔神帝團、占星術師
    - 非強制軍團：風水師、藥師、龍騎士、料理團、妖術師

### 召喚卡限制
- 「天災」類卡：最多一張。
- 「無效」類卡：最多一張。
- 「天之奇蹟」類卡：最多一張。
- 「送還」類卡：最多一張。
- 「交換（同屬性）」、「交換（屬性無視）」）」、「力量交換」）」類卡：沒有限制。
- 「SP封鎖」類卡：最多兩張。
- 某些封截類卡：最多共3張。（因各篇章而異）
- 100力量值的「龍」種族：最多5張。
- 相同力量值的召喚獸：最多12張。

## 其他事項
- 日本在推出此召喚王卡牌遊戲後，就推出了，玩法和召喚王差不多，但模式卻不同了，不能互相混合對戰。

## 電子遊戲
- 《大貝獸物語 》：Game Boy ，於1998年3月5日 推出
- 《大貝獸物語 》：Game Boy，於1999年3月19日 推出

## 漫畫
- 《MOZ召喚王雷克斯》：
  - 原作：原裕朗，漫畫：公彌杏捺，以雷克斯作主角，出現的人物主要是「格里夫」篇和「莫哥拿」篇。
- 《MOZ召喚王最強咭鬥篇》：
  - 原作：原裕朗，漫畫：方米高，主角是現實世界中的中一學生吳柏龍，玩「格里夫」篇的遊戲卡。
- 《MOZ召喚王Cyber咭戰篇》：
  - 原作：原裕朗，漫畫：廖光祖，主角叫做韓嘉諾，在現實世界中玩「莫哥拿」篇的遊戲卡。
- 《MOZ召喚王雷克斯 II》：
  - 原作：原裕朗，漫畫：公彌杏捺，以雷克斯作主角，出現的人物主要是「莫哥拿」篇和「宇宙」篇。
- 《MOZ召喚王赤龍丸傳說》：
  - 原作：原裕朗，漫畫：譚永樂，共四卷，以赤龍丸作主角，出現的人物主要是「宇宙」篇。
- 《MOZ召喚王雷王傳》：
  - 原作：原裕朗，漫畫：譚永樂，共三卷，以雷王作主角，出現的人物主要是「米多羅」篇。

## 各章遊戲卡列表
- MOZ 召喚王格里夫篇遊戲卡列表
- MOZ 召喚王莫哥拿篇遊戲卡列表
- MOZ 召喚王宇宙篇遊戲卡列表
- MOZ 召喚王米多羅篇遊戲卡列表
- MOZ 召喚王尼奧斯篇遊戲卡列表

## 外部連結
- MOZ召喚王官方網頁 （页面存档备份，存于）